# باروخ اوربوخ
باروخ اوربوخ (به انگلیسی: Baruch Awerbuch) (زاده ۱۹۵۸) دانشمند رایانه اسرائیلی-آمریکایی و استاد علوم رایانه در دانشگاه جان هاپکینز است. او به دلیل تحقیقاتش در مورد رایانش توزیع شده شناخته شده است.

## زندگی دانشگاهی
باروخ در تخنیون در حیفا ، اسرائیل تحصیل کرد و مدرک کارشناسی را در سال ۱۹۷۸، مدرک کارشناسی ارشد را در سال ۱۹۸۲، و دکترا را در سال ۱۹۸۴  زیر نظر شیمون ایون گرفت. او در مؤسسه فناوری ماساچوست به عنوان محقق فوق دکترا، عضو هیئت علمی در ریاضیات کاربردی ، و دانشیار پژوهشی در علوم رایانه شد و از سال ۱۹۸۴ تا ۱۹۹۴، زمانی که به دانشکده جانز هاپکینز پیوست، در این سمت کار کرد.
یکی از دانشجویان سابق دکترای اوربوخ پروفسور دانشگاه کالیفرنیا، سن دیگو جورج وارگزه است.

## مشارکت‌های پژوهشی
اوربوخ بسیاری از مقالات تحقیقاتی با استناد بالا در مورد موضوعات رایانش توزیع شده، منتشر کرده است، از جمله:
- پایه رمزنگاری اولیه برای اشتراک گذاری محرمانه قابل تأیید و تحمل خطای بیزانس پخش کردن
- همگام‌سازی سیستم‌های توزیع ناهمزمان
- روش‌های مسیریابی شبکه که هم خطاپذیر هستند و هم توان عملیاتی رقابتی بالایی دارند

## جوایز و افتخارات
اوربوخ و دیوید پلگ در سال ۲۰۰۸ برنده جایزه ادزگر دبلیو. دایکسترا در محاسبات توزیع شده بر روی پارتیشن‌های پراکنده شدند.